# Mohamed Boualem
Pour les articles homonymes, voir Boualem (homonymie).
Mohamed Boualem surnommé Hamia est un footballeur algérien né le 28 août 1987 à Oran. Il évolue au poste de milieu offensif.

## Biographie
Mohamed Boualem commence sa carrière au avant RCG Oran d'aller à l'ASM Oran. Il joue ensuite à l'USM El Harrach de 2009 à 2011.
Lors de l'été 2011, il est transféré à l'USM Alger. Il dispute 15 matchs en championnat, pour 2 buts inscrits avec l'USMA, lors de la saison 2011-2012.

## Palmarès
- Champion d'Algérie en 2014 avec l'USM Alger.
- Vainqueur de la coupe d'Algérie en 2013 avec l'USM Alger.
- Finaliste de la coupe d'Algérie en 2011 avec l'USM El Harrach.
- Vainqueur de la supercoupe d'Algérie en 2013 avec l'USM Alger.
- Vainqueur de la coupe de l'UAFA en 2013 avec l'USM Alger.